# ショッカーライダー
- 仮面ライダーシリーズ
  - 仮面ライダー > ゲルショッカー > ショッカーライダー
  - 仮面ライダーシリーズ登場怪人一覧 > 仮面ライダーシリーズ第1期登場怪人一覧 > ショッカーライダー

ショッカーライダーは、特撮テレビドラマシリーズ「仮面ライダーシリーズ」の作品に登場する架空のキャラクターである。

## 特徴
オリジナルは特撮テレビドラマ『仮面ライダー』に登場。シリーズ初の仮面ライダーの偽物であり、悪の仮面ライダーの元祖ともされる。
ショッカーライダーの原点は石ノ森（当時は石森名義）が描いた漫画版『仮面ライダー』に登場する「13人の仮面ライダー」であると紹介されることもあるが、テレビ版プロデューサーの阿部征司はこれを否定している。しかし、後年の作品では漫画版とテレビ版へのオマージュとして登場しているものもある。
テレビシリーズにおいても漫画版と同様に複数体が登場するのが特徴であるが、仮面ライダーと同様の変身は行わなかったため、設定上は仮面ライダーとの同質性を内包しながら、同時期に登場した『快傑ライオン丸』のタイガージョーや『人造人間キカイダー』のハカイダーなどのような「主人公と同質のライバル」という個性を獲得するには至らず、怪人に準じる存在に留まった。

## 『仮面ライダー』に登場するショッカーライダー
第91話 - 第94話に登場。2号以降の登場は第93話より。
ゲルショッカーが仮面ライダーの設計図をもとに作り上げた仮面ライダー新1号と同型の改造人間で、1号 (No.1) から6号 (No.6) までの全6体が存在する。本物とは異なり、手袋とブーツは全員とも黄色。また、マフラーの色も異なり、眼の周囲が黒く縁取られている。本郷猛の声帯機能を持っており、彼と同じ声を出すこともできる。
本物と同じ身体能力を有するうえ、手の指先から弾丸を発射したり、靴先に隠し短剣を仕込んで武器として使用したりするなど、怪人としての特殊武器も備えている。それぞれ独自の特殊能力も有すると設定されているが、劇中では使われなかった。
ゲルショッカーの活動を妨害するアンチショッカー同盟を壊滅させることと、彼らが手に入れた首領の正体が記録されたコンピューターテープを強奪することが使命である。No.1とNo.2が活動した後、第93話で6人全員が姿を現す。第94話で、首領がいるとされる筑波山へやってきた新1号と新2号を全員で待ち伏せるが、新1号と新2号の新技「ライダー車輪」に遭い、互いに空中で激突して爆発し、全滅する。
改造人間としての基本性能は本物と同等でも、自己の強さに慢心せず常に鍛錬を重ねてきた彼らとは、技の精度で差が開いていた。また、6人とも互いを信じていないため、新1号と新2号のように力を合わせることができない。そういった理由から、人数の優位も活かせずに敗れたとされる。
- スーツアクター - 大杉雄太郎[19]、中屋敷哲也[出典 10]、河原崎洋夫[出典 10]、新堀和男[25]
- 初登場時は「にせ仮面ライダー」と表記されていた。各個体名は、第93話では「No.◯」と名乗っているが、第94話のオープニングクレジットでは「◯号」と表記している[5]。前者はアフレコ時のアドリブによるもので、正式な表記は脚本での表記である後者とされる[10][注釈 6]。
- スーツはそれぞれ新1号の予備スーツを流用したもので[28][5]、3号と6号のスーツはビニールレザー製である[5]。
- ショッカーライダーの登場は、年末年始での視聴率低下対策として導入されたものである[7]。この時期、毎日放送は次作『仮面ライダーV3』の準備に注力していたため、内容は東映側の主導で決定された[7]。仮面ライダーの偽物という案は、メインライターの伊上勝によるものである[7]。プロデューサーの阿部征司は、ショッカーライダーありきの展開ではなく、伊上が得意とする秘宝争奪戦の中で動かしやすいキャラクターとして創作されたものであったと述べている[7]。

ショッカーライダー1号 (No.1)
声 - 池水通洋
マフラーの色は黄。口から火炎を吐くことができる（劇中未使用）。第92話では、新1号のライダーキックと同等のライダーキックを披露している。
新1号がムカデタイガーとの相打ちを経て生死不明になった際に招聘され、ハエトリバチとの性能テストを経て実践に投入される。新1号に成りすまして少年仮面ライダー隊本部に現れ、滝和也に同行してアンチショッカー同盟からテープを受け取り破壊しようとしたところ、生きていた新1号にテープを奪い返されるが、ハエトリバチと共闘して一度は新1号を破ることに成功する。その後、テープを破壊しようとするが、エイドクガーから命令変更を伝えられ、滝と立花藤兵衛に自身が本物であると信じ込ませるため、エイドクガーと戦う芝居をする。しかし、エイドクガーが持ち帰ったテープは偽物であったため、アンチショッカー同盟へ入り込んでコンピューターを破壊するが、南米から本物のテープを持って来た一文字隼人に正体を見破られる。一文字が変身した新2号と戦い、ともに崖下へ落ちて爆破する。その後、No.2からNo.6とともに新1号や新2号と戦う。

ショッカーライダー2号 (No.2)
声 - 市川治
マフラーの色は白。本編ではライダーニーブロックも使いこなしている。体から毒煙（毒ガス）を放つことが可能（劇中未使用）。
エイドクガーと共に少年仮面ライダー隊本部へ潜入し、駆けつけた本郷を撃退して少年仮面ライダー隊のスタッフを拉致する。その後、No.1とNo.3からNo.6とともに新1号や新2号と戦う。
ショッカーライダー3号 (No.3)
声 - 大野剣友会
マフラーの色は緑。爆雷（地雷、地上機雷）を操作する（劇中未使用）。
ショッカーライダー4号 (No.4)
声 - 倉口佳三（ノンクレジット）
マフラーの色は青。地割れ（地震）を起こすことができる（劇中未使用）。
ショッカーライダー5号 (No.5)
声 - 倉口佳三（ノンクレジット）
マフラーの色は紫。放電攻撃を行える（劇中未使用）。
ショッカーライダー6号 (No.6)
声 - 富士乃幸夫（ノンクレジット）、辻村真人（ノンクレジット）
マフラーの色はピンク。溶解液を噴射する（劇中未使用）。

## 『仮面ライダー THE NEXT』に登場するショッカーライダー
全員がナノロボットで改造されたバッタ型の改造人間。ホッパータイプの改造人間である1号と2号はショッカーを裏切りこそしたが、高い能力を示したことから、ホッパータイプが次期主力改造人間として採用され、量産型とでもいうべきショッカーライダーが生み出された。2号とは色違いの特殊強化服とマスクを着用する。
邪魔者の抹殺が使命で、チェーンソーリザードの尖兵として、どの戦闘にも常に6人1チームで登場。戦力の劣っていた戦闘員に代わって他の改造人間の戦闘を補佐する上級戦闘員のような役割を果たし、1人1人ではなく6人1組による集団戦法を得意とする。メンバーの負傷や死亡による欠員に際しては、その都度即座に新たなメンバーが補充されるもののその総数は不明で、各々に明確な個人の意志は存在していない。能力は一般戦闘員を大きく上回り、強力な爆薬を仕込んだダーツ型爆弾といったオリジナルのホッパーにはない武器も装備するが、オリジナルとの戦闘経験量の違いや量産化仕様に伴う性能劣化など、単体の戦闘力では1号や2号におよばず見劣りする。耐久性も劣っており、1号のパンチをパンチで受け止めた際には腕の骨が外に飛び出したほか、2号によって背骨を踏み折られた者もいる。しかし、基本スペックを集団戦闘でカバーするため、6対1の戦いではオリジナルを圧倒する驚異的な連携攻撃により、本郷を2回も追い詰めた。バイクを操る能力にも長けており、XR250、XR250モタード、XR400を駆り、サイクロンで逃走する本郷と壮絶なバイクチェイスを展開した。使用するマシンは戦闘員用のもの（ショッカーバイク）と同じで、黒と赤の2種類があり、ウイリー走行やジャンプなど、優れた運転技術で1号を追い詰めた。
ショッカーアジトであるレストランでは、ナノロボット散布を妨害する1号と2号を迎撃し、シザーズジャガーやチェーンソーリザードと共に各3対1の戦いで追い詰めるが、V3の加勢を得た1号と2号の見切りによって次第に形勢を逆転され、最後は1号と2号の手によって全滅する。
本作品ではゲルショッカーではなく（石ノ森が描いた漫画版と同様に）ショッカーの所属である。スーツは1号と同じくセパレートタイプ（上着とパンツが分かれている）だが、2号同様に肩や肘のアーマーは生地の内側につけられており、1号と2号の中間のようなスタイルだった。マスクは1号や2号と同様にヘルメットとクラッシャーが分かれたセパレート方式のもので、同じデザイン（触角状のアンテナの形状が異なる）。6人とも仮面やプロテクター部分・グローブとブーツのカラーリングが金色系のオリーブドラブ色で、複眼はダークグリーン、マフラーは黄色で統一されている。グローブと背中にはショッカーマークが刻まれている。マスクに2号と同じデザインの白の塗り分けがある。
いずれも改造前の素性は不明で、作戦行動時以外は人間の姿でマスクとマフラーのみを装着して基地に待機している。戦闘員とは違って言語による会話は可能だが、改造前の人間の意識が完全に取り払われており、1号との戦闘で片足をチェーンソーリザードに誤って切断されても1号への攻撃を止めようとしないなど、任務遂行のためなら死をも恐れず組織の命令に忠実に従う戦闘要員となっている。
- V3のように正式なナンバリングは施されていないが、デザイン上のコンセプトは「1号・2号からV3への過渡期」とのこと[34]。デザインは2号をベースに、ボディと頭部などの色は秋に茶色い体色となったバッタをイメージしている[35]。V3へのつなぎであることから、登録ナンバーをも持たない者たちとして、グローブや複眼はV3と同様の色となっている[35]。

## 映像作品に登場するショッカーライダー
映画『スーパーヒーロー大戦GP 仮面ライダー3号』、ネット配信『dビデオスペシャル 仮面ライダー4号』
ショッカーライダー自体は登場しないが、ショッカーに洗脳された仮面ライダーの総称としてショッカーライダーの名が用いられている。
映画『仮面ライダー ビヨンド・ジェネレーションズ』
2071年の世界で仮面ライダーの姿をしたデビルライダー軍団の悪魔として登場。黄色いマフラーのショッカーライダーNo.1と白いマフラーのショッカーライダーNo.2が登場している。

## 漫画作品に登場するショッカーライダー
冒険王版
「仮面ライダー対ショッカーライダーの巻」冒険王1973年2月号
Oシグナルの周りに十字型のラインがあるショッカーライダーが6体登場。新サイクロンと同型だがタイヤにトゲがある、車体前面にゲルショッカーのエンブレムが付いているなど、デザインが異なるゲルショッカーサイクロンに搭乗する。
銀行強盗や殺人事件を起こし、仮面ライダーに濡れ衣を着せようとしたほか、滝和也を人質に取って本郷に迫り、動けなくなった彼をサイクロンバキュームで苦しめた。
テレビマガジン版
「にせ仮面ライダーの巻」テレビマガジン1973年2月号掲載
マフラー、手袋、ブーツが赤い新2号そっくりのショッカーライダーが1体のみ登場。飛行機や新幹線を爆破し、仮面ライダーに濡れ衣を着せようとするが、ダブルライダーキックで倒された。
『仮面ライダーSPIRITS』
月刊マガジンZにて連載。かつてダブルライダーによって倒された6体がBADANによって復活し、地獄大使に率いられて東京都に出現。火炎を吐く (No.1)、爆雷を撃つ (No.3)、溶解液を噴射する (No.6) といったテレビシリーズでは未使用だった各個体に付加された能力を駆使して交戦するが、最後は1号とZXによるライダー車輪で倒された。
『新 仮面ライダーSPIRITS』
上記漫画の続編であり、月刊少年マガジンにて連載。ショッカーの技術の粋を結集した「偉大なる計画」の「第一の男・本郷猛」をプロトタイプとして、死神博士の主導で造り出された6体の第二期強化改造人間（初期型ショッカーライダー）が2号誕生を描いた過去編に登場。キックボクシング・レスリング・中国拳法・剣道などの格闘技や武術に秀でた人間が素体となっており、仮面ライダーの戦闘データを基として開発されたため、性能は「旧型」の本郷を上回る。変身後の容姿は仮面ライダー旧2号そのものだが、テレビシリーズのショッカーライダー同様にCアイに隈取りがあることや、グローブの形状や体型、頭髪が露出していない（ただし、この番外編においては2号も頭髪は露出していない）など微妙な違いがある。夢の島のアジトに潜入した本郷と改造された肉体に不慣れな一文字を数と性能の差で追い詰めていくが、3体は本郷の巧みな戦術によって倒され、1体は一文字の決死の機転によって倒される。最後に残ったライフル使いのライダーも、ショッカーと戦う決意を固めた一文字の渾身のライダーパンチによって粉砕された。

## 小説作品に登場するショッカーライダー
『S.I.C. HERO SAGA』
『S.I.C. HERO SAGA MASKED RIDER EDITION -Missing Link-』
『仮面ライダー』の第13話と第14話の間の話。旧2号を含めた12体のショッカー製のショッカーライダーが登場している。
単行本の解説ではショッカーライダーNo.1 - No.6も『仮面ライダー』本編のものとは別の存在とされている。彼らと違い、バックルには弱点である風車を保護するショッカーエンブレムを模したバックルを付けている。また、肩などにある銀色のラインも仮面ライダー2号と同じ1本である。さらに、小型の拳銃やショットガンを持って1号や2号に戦いを挑んだ。彼らにはサイクロン号の代わりに、ショッカータンクが専用のマシンとして与えられている。
- ショッカーライダーNo.1（マフラー：黄色）
- ショッカーライダーNo.2（マフラー：白）
- ショッカーライダーNo.3（マフラー：緑）
- ショッカーライダーNo.4（マフラー：青）
- ショッカーライダーNo.5（マフラー：紫）
- ショッカーライダーNo.6（マフラー：桃）
- ショッカーライダーNo.7（マフラー：橙）
- ショッカーライダーNo.8（マフラー：灰色）
- ショッカーライダーNo.9（マフラー：黒）
- ショッカーライダーNo.10（マフラー：銀）
- ショッカーライダーNo.11（マフラー：金）
- ショッカーライダーNo.12（マフラー：赤）

小説『S.I.C. HERO SAGA KAMEN RIDER OOO EDITION -OOZ-』
映画『オーズ・電王・オールライダー レッツゴー仮面ライダー』に登場したショッカーグリードが変身した個体として登場。

## ゲーム作品に登場するショッカーライダー
PS用ゲーム『仮面ライダー』
声 - 池水通洋
操作できる隠しキャラクターとしてショッカーライダーNo.1が登場。投げ技「にせライダーきりもみシュート」を使う。
ゲーム『仮面ライダー クライマックスヒーローズ フォーゼ』
仮面ライダー1号のミッションボスとして、ショッカーライダーNo.1が戦闘員を引き連れて登場。
ゲーム『オール仮面ライダー ライダージェネレーション』
6体とも幹部格（中ボス）として登場。ステージ2‐2「霧への誘い」、2‐6「驚異の科学」に登場。
ゲーム『オール仮面ライダー ライダージェネレーション2』
前作同様、6体とも幹部格（中ボス）として登場。ステージ4‐4「襲・撃・包・囲」、6‐2「怪・人・行・進」、A‐14「残・党・怪・人」にて登場。
『スーパーヒーロー作戦 ダイダルの野望』
ショッカーの改造人間（地獄大使の配下）として登場。『ダイダルの野望』ではショッカーの後、デストロンが出現するという展開になっており、ハサミジャガーによってショッカーライダーが処刑されるシーンが存在する。
原作で未登場だった固有の怪人能力を有するという特性は必殺技で再現されているが、放った当人自身らも危険に陥ったり（口からの火炎放射や毒ガス散布で自分が苦しむ、自分で起こした地割れに誤って落ちそうになる）、無理をして息が上がったり（ダイナマイトの束を敵に放り終わると明らかな疲労を見せる）するなど、コミカルな描写が導入されている。

## 『お昼のショッカーさん』
テレビシリーズではゲルショッカーの改造人間だが、漫画ではショッカーの改造人間やショッカー戦闘員と共演。マフラーの色は、ショッカーライダー1号。
第29話（テレビアニメでは第30話）「ライダー」では、ショッカーライダーの存在を知らなかった戦闘員に、仮面ライダーと間違われて驚かれた。
第31話「ショッカーライダー」では、戦闘員に技を披露。ライダーキックや手からのミサイルのほか、劇中未使用だった口から炎を吐く能力も見せた。
- 声 - 天沢カンナ

## 使用マシン

### ショッカーサイクロン
にせサイクロン（にせ新サイクロン号とも呼ばれるショッカーライダー専用マシンで、仮面ライダーが乗る新サイクロン号とほぼ同じ外観・性能を持つ。相違点はフロントカウルと車体後部の側面に入っている黄色のライン。劇中ではNo.1のみが使い、第92話では新1号の新サイクロンと激しいバイクチェイスを展開した。また、第93話でも使っているが、新2号とのバイクチェイスの末に破壊されている。
もともとショッカー科学陣が改造した仮面ライダーの同型をゲルショッカーが投入するのは当然としても、サイクロン号の性能までコピーされたことは仮面ライダーにとって悩みの種であり、さらなる高性能マシンの研究を要求されることになったという。
- 撮影では、ショッカーサイクロンの登場に際して2台目の新サイクロン号が制作されたが、書籍によって「ショッカーサイクロンが新車である[40]」とするものと「新1号用が新車になり、従来の新サイクロン号がショッカーサイクロンに流用された[41]」とするものの2説がある。その後、ショッカーサイクロンが新2号用の新サイクロン号へ流用されたという点はどちらの説でも共通している[40][41]。
- 名称は脚本ではショッカーサイクロンと記述している[5]。第92話の脚本では、本物の仮面ライダーだと思って近づいてきた子供をショッカーライダーがショッカーサイクロンで跳ね飛ばすという描写が存在した[出典 22]。

### ショッカーサイクロン（第二期強化改造人間用）
『新 仮面ライダーSPIRITS』に登場。
一文字を含めた第二期強化改造人間用にショッカーが用意したバイク。エンブレムは立花レーシングクラブの物ではなく、ショッカーマークのレリーフが施されている。6台あった中の1台をルリ子が立花と滝を乗せて持ち帰っている。

### ショッカータンク
小説『S.I.C. HERO SAGA MASKED RIDER EDITION -Missing Link-』に登場。
ショッカーが11人のショッカーライダーにサイクロン号の代わりに与えた戦車。800mm滑空砲1門を備え、チタンとセラミックによる複合装甲で覆われている。360度旋回する熱線映像装置により、自動照準を可能とする。
乗員は通常砲手と操縦手の2人を要するが、射撃管制能力のある改造人間が乗ればその限りではない。劇中ではかなりの数が登場して仮面ライダー1号に襲いかかったが、上からの攻撃に弱く、1号と2号のダブルライダーキックですべて破壊された。

## 関連キャラクター
後発の作品に登場する仮面ライダーの偽物にはショッカーライダーを踏襲して黄色いマフラーやブーツなどを着用しているものがいる。
ニセスカイライダー
『仮面ライダー (スカイライダー)』第48話に登場。ネオショッカーの怪人ドロリンゴが変身した姿。ショッカーライダーを髣髴とさせる黄色いマフラーとブーツを着用している。
ロボットスーパー1
『仮面ライダースーパー1』第37話に登場。ショッカーライダーを踏襲し、黄色いマフラーを着用している。
トライアルF
『仮面ライダー剣』に登場するキャラクター。ショッカーライダーを踏襲したデザインとされている。
一文字隼人
石ノ森が描いた漫画版では、ショッカー側の12体の仮面ライダー敵のうちの1体として登場。『新 仮面ライダーSPIRITS』や小説『S.I.C. HERO SAGA MASKED RIDER EDITION -Missing Link-』では、ショッカー製のショッカーライダーの1体として登場。
デストロンライダー
小説『S.I.C. HERO SAGA MASKED RIDER V3 & RIDERMAN EDITION -RIDERMAN ANOTHER AFTER-』に登場したヨロイ元帥が変身した姿。V3の姿や一部の能力を模している。
ショッカーグリード
『オーズ・電王・オールライダー レッツゴー仮面ライダー』が初出のキャラクター。小説『S.I.C. HERO SAGA KAMEN RIDER OOO EDITION -OOZ-』では、ショッカーグリードがショッカーライダーに変身している。
大量発生型相変異バッタオーグ
映画『シン・仮面ライダー』に登場。SHOCKER幹部イチロー（チョウオーグ）配下の11体のオーグメント。